# Phyllachora fici-albae
Phyllachora fici-albae är en svampart som beskrevs av Koord. 1907. Phyllachora fici-albae ingår i släktet Phyllachora och familjen Phyllachoraceae.   Inga underarter finns listade i Catalogue of Life.